# 古希腊地区

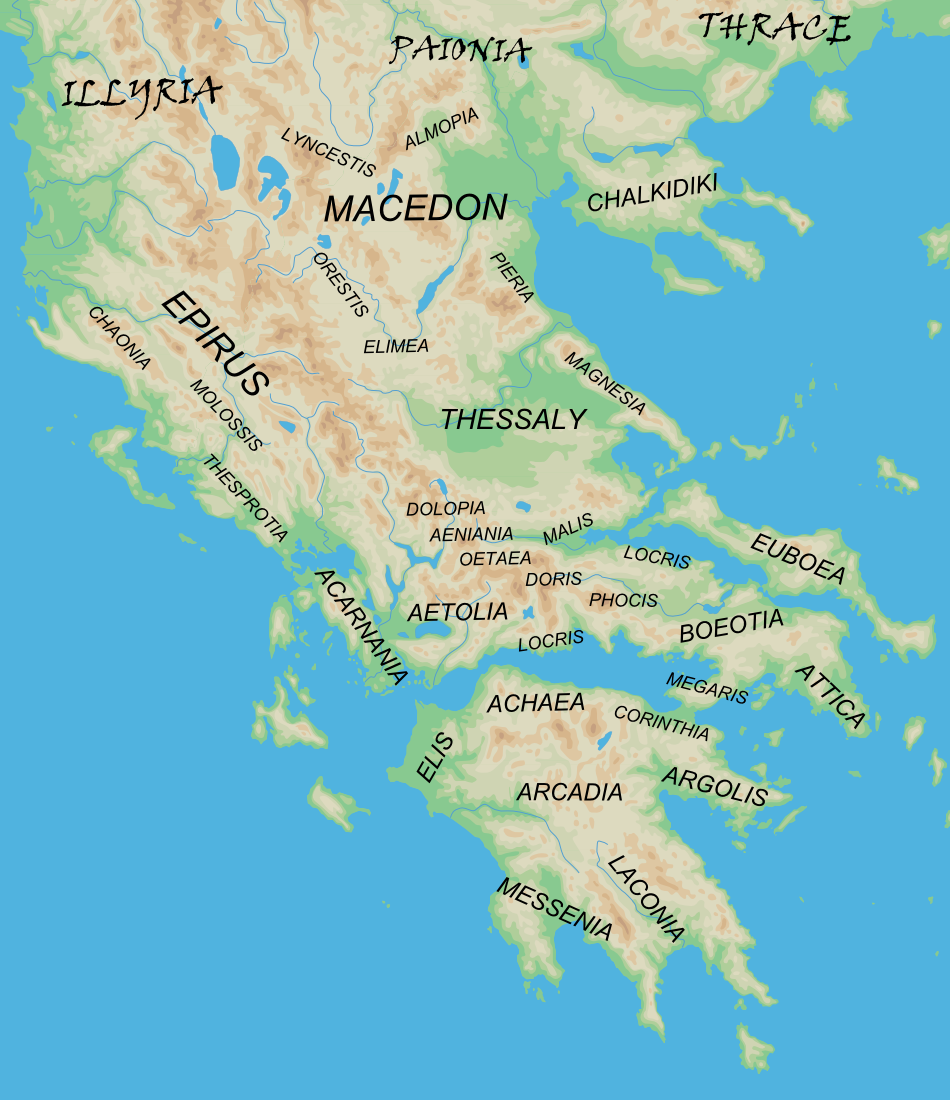
展示古代希腊大陆主要地区和邻近“野蛮人”土地的地图

古希腊地区是被古希腊人划为希腊世界的地理分区。这些地区在古代历史学家和地理学家的著作以及古希腊人的传说和神话中都有描述。
从概念上讲，古希腊地区没有明确的区划。部分区域可以清晰地被视为不同的地理单元，由山脉和河流等地理边界划分，尤其是在伯罗奔尼撒半岛上。即使在希腊黑暗时代，那里居民的身份发生了变化（至少古希腊人认为已经发生了变化），但这些地区仍保留了过去明确的区划。与此相反，希腊中部的区划，即在波伊俄提亚，福基斯，多里斯和洛里斯三区之间的区划，不能理解为地理边界上的划分，而似乎是遵循古代部落的划分。尽管如此，这些区划在希腊黑暗时代的剧变中幸免于难，这表明它们自身的政治内涵较少。在伯罗奔尼撒和希腊中部之外，地理划分和地理名称明确地随着时间推移而变化，这表明这些划分与部落身份的关联更紧密。然而，随着时间的推移，所有这些地区都具有了地缘政治意义，地区联合的城邦政治机构（如阿卡狄亚联盟）在古典时期变得普遍。
希腊的这些传统分区构成了现代希腊分区体系的基础。然而，二者也存在重要差异，许多较小的古代分区在现代希腊分区并没有延续下来。

## 希腊中部

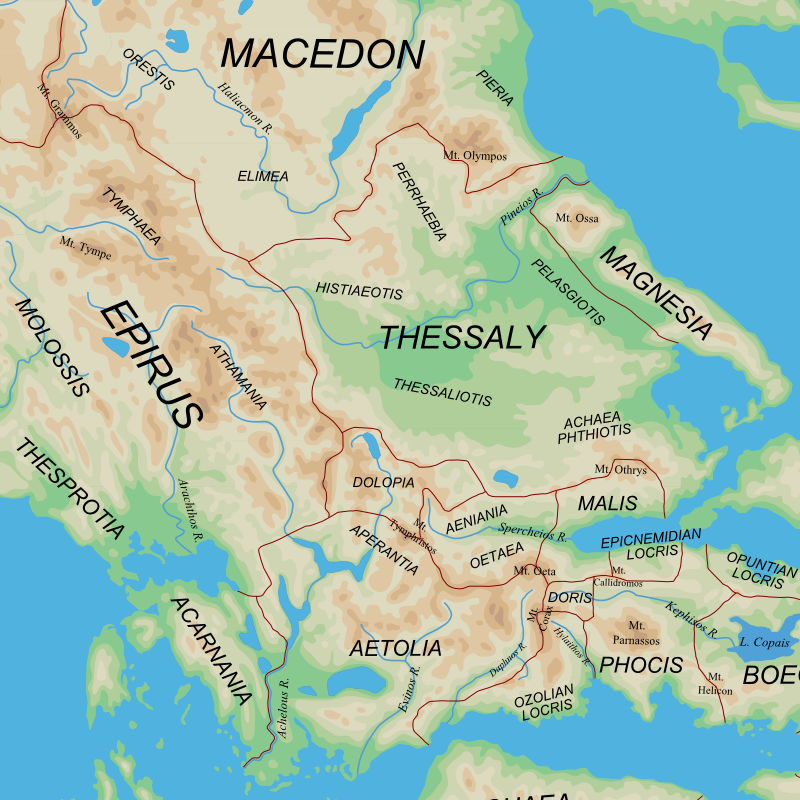
希腊中西部、北部和西部的古代分区。

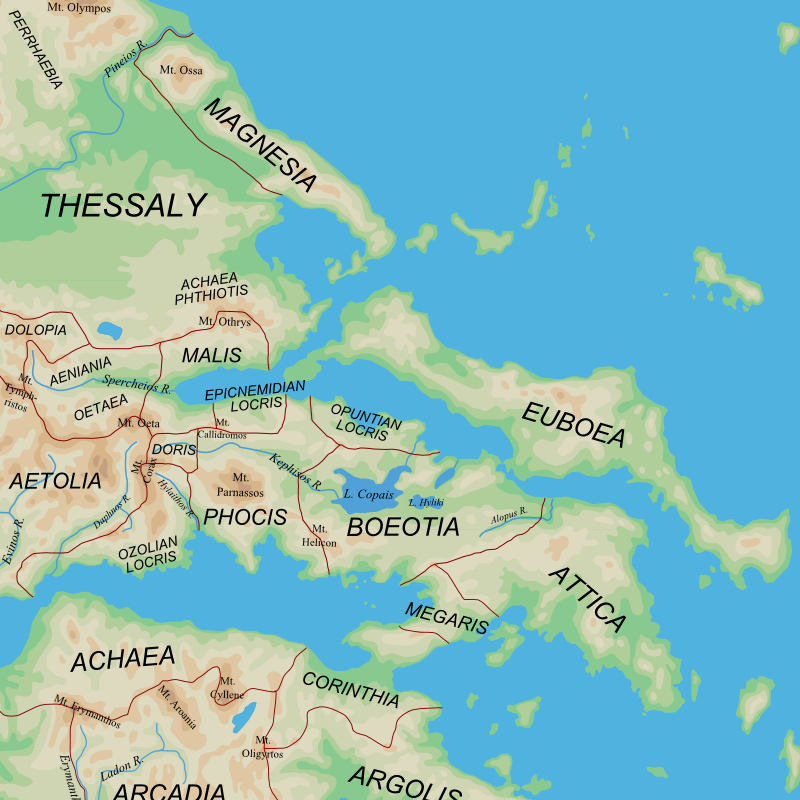
希腊中部的古代分区。

希腊大陆（希臘語： 或 ) 曾经是希腊的一个地理区域（现在仍然是）。在英语中，该地区通常被称为希腊中部（Central Greece），但很少使用等价的希腊术语 (Κεντρική Ελλάδα, Kentrikí Elláda)。

### 阿卡纳尼亚
阿卡纳尼亚（希臘語：Ἀκαρνανία）是 希腊中西部的一个地区，位于伊奥尼亚海沿岸，东邻埃托利亚，以阿克洛奧斯河为界，南邻卡利敦湾，是科林斯湾的入口。如今，它构成了埃托利亚-阿卡纳尼亚专区的西部地区。古代时期的首都和主要城市是斯特拉托斯。科林斯湾的阿卡纳尼亚北侧被认为是伊庇鲁斯地区的一部分。
在希腊神话中，阿卡纳尼亚是阿卡南建立的 ，他是阿尔克麦翁的儿子。

### 埃尼亚尼亚
埃尼亚尼亚（希臘語： Αἰνιανία) 又称埃尼斯 (希臘語：Αἰνίς），是色萨利南部的一个小区域（有时也被认为是色萨利的一部分）。  埃尼亚尼亚和奥塔亚地区有紧密联系，两者都位于斯佩耳刻俄斯河的河谷之中，埃尼亚尼亚占据了北侧的低地，奥塔亚河则位于地势较高的南部。这两个地区的边界是一块弧形高地，从奥塔山向西至丁普里斯托斯山，然后向北绕到斯佩尔刻俄斯河上游，再向东到俄特律丝山的西支。 其低地边界位于斯佩耳刻俄斯河谷，临近马利斯，大致沿南北走向从奥塔山到俄特律丝山的西支。
在古风和古典时代，埃尼亚人（希腊语为 Αἰνιᾶνες）是德尔斐大近邻同盟的成员，并在大近邻会议中与欧提亚人分得两席。

### 埃托利亚
阿克洛奥斯河将埃托利亞（希臘語： Αἰτωλία) 从阿卡納尼亞以西分隔开来；在北部，它与伊庇鲁斯和色萨利接壤；东邻奥佐里安-洛克里安；科林斯湾入口为埃托利亚的南界。在古典时代，埃托利亚由两部分组成：西部的旧埃托利亚，从阿喀琉斯到埃文努斯和卡利敦；以及东部的新埃托利亚（又称新占埃托利亚），从埃文努斯和卡利敦到奥佐里安-洛克里安。该地区拥有平坦而肥沃的沿海区域，但内陆地区低产且多山。山上有许多野兽，在希腊神话中，该地区因狩猎卡吕冬狩猎的场景而闻名。

### 阿佩兰蒂亚
古阿佩兰蒂亚  是埃托利亚的一个小区域，位于多洛皮亚以南。

### 阿提卡
阿提卡的名字（希臘語：  Ἀττική) 据说源自克雷瑙斯 (Cranaus） 的女儿阿提斯 (Atthis) ，据说后者是雅典第二任国王。然而，这个名字更可能起源于原始希腊语。阿提卡东面是爱琴海，西面是墨伽利斯和萨罗尼克湾，北面是玻俄提亚。阿提卡与玻俄提亚之间有两座山脉相隔，即帕尼萨山和西塔伦山 。在古风和古典时期，阿提卡人是德尔斐大近邻联盟的成员，并与优卑亚人在大近邻会议中共享爱奥尼亚人的两票投票权。

### 玻俄提亚（维奥蒂亚）
玻俄提亚地区（希臘語：  Βοιωτία)，以及在古典时期存在于那里的许多其他城邦，在《伊利亚特》的“船舶目录”中都有记载。 在古风和古典时期，玻俄提亚人是德尔斐大近邻联盟的成员，在大近邻会议中有两票投票权。

### 多洛皮亚
多洛皮亚   是希腊的山地地区 ，位于埃托利亚以北。
多洛皮亚是德尔斐大近邻联盟的成员，并在大近邻会议中与Perrrhaeboi共享两票。

### 多里斯
在古风和古典时期，多利安人（希臘語：  Δωριείς;地区：Δωρίς) 是德尔斐近邻联盟的成员，并与拉科尼亚-多利安在大近邻会议中共享两票多利安人投票权。

### 优卑亚
在古风和古典时期，优卑亚人是德尔斐近邻联盟的成员，并与雅典人在近邻会议上共享两票爱奥尼亚人的投票权。

### 洛克里斯
《伊利亚特》中记载了洛克里斯地区，主要是其东部地区（“居于神圣的优卑亚之上”）。 在古风和古典时期，洛克里斯人是德尔斐大近邻联盟的成员，在近邻会议中有两票投票权。

### 马里斯
在古风和古典时期，马利斯人是德尔斐近邻联盟的成员，在大近邻会议中有两票投票权。

### 墨伽利斯
墨伽利斯是古希腊的一个面积小而人口众多的城邦和地区，位于阿提卡以西和科林西亚以北，其居民多为冒险的水手，被认为生性狡诈。其首都墨伽拉盛产白色大理石和细腻粘土，是与其同名的墨伽拉的欧几里得的出生地。 耶拉尼亚山位于该地区的中心。

### 奥塔
奥塔（希臘語：  Οἰταία) 是位于色萨利南部的一个小高地地区（有时被认为是色萨利其中的一部分）。 它与埃尼亚尼亚地区毗邻，共享斯佩依海侬河谷（见上文）。
奥塔人是德尔斐近邻联盟的成员，并且在大近邻会议上与埃尼亚尼亚人共享两票。

### 福基斯
《伊利亚特》中描述了福基斯地区以及古典时期存在于那里的一些城市。 在古风和古典时期，福基斯人是德尔斐近邻联盟的成员，在近邻会议中有两票投票权，直到第三次神圣战争后他们被剥夺了投票权。

## 伯罗奔尼撒

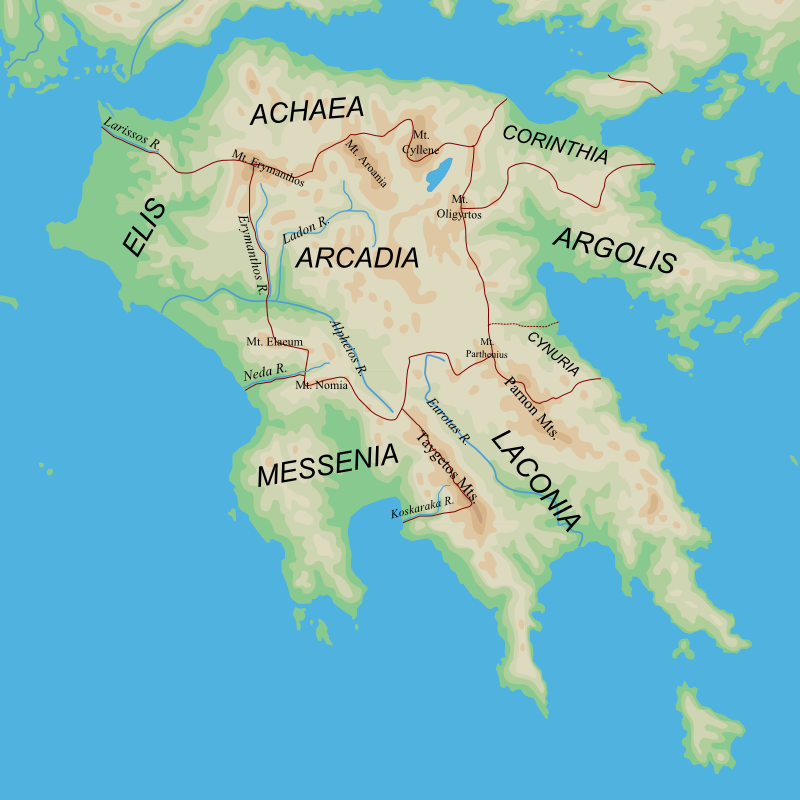
古代伯罗奔尼撒地区（希腊大陆南部）。

伯罗奔尼撒半岛是巴尔干半岛南端的一个大半岛，是希腊传统的中心地带的一部分。它通过科林斯地峡与希腊“大陆”相连。伯罗奔尼撒传统上分为七个地区，这些地区仍然作为现代希腊的地区单位使用。这些地区在《伊利亚特》的“船舶目录”中有直接记载， 表明伯罗奔尼撒的这些地理划分非常古老，可以追溯到迈锡尼文明时期。

### 亚该亚
在地理上，亚该亚是伯罗奔尼撒半岛最北端的地区，占据了阿卡狄亚以北的沿海地带。在南面，它与阿卡狄亚接壤，以从埃律曼索斯山（Mount Erymanthos）到凯里尼山（Mount Cyllene）的高地山脊为界。东在西库翁附近与科林西亚接壤，西边是拉里索斯河和埃律曼索斯的西部山脊，与厄利斯接壤。除了戴姆一带的平原外，西亚该亚主要是山区。

### 阿卡狄亚
从地理上看，古阿卡狄亚占据了伯罗奔尼撒半岛中心的高地。在北面，它沿着从埃律曼索斯山（Mount Erymanthos）到凯里尼山（Mount Cyllene）的高地山脊与亚该亚（Achaea）接壤；阿罗阿尼亚山的大部分位于阿卡狄亚。在东部，它与阿尔戈利斯和科林西亚接壤，分界线沿着基里尼山到奥里格图斯山，然后延伸到帕特尼乌斯山南麓。在南面，它与拉科尼亚和美塞尼亚以帕农山和塔伊耶托斯山山麓为界，这使得阿卡狄亚占据了阿尔菲欧斯河的所有源头，但没有包括埃夫罗塔斯河。在西南面，阿卡狄亚与美塞尼亚的边界沿诺米亚山和伊莱姆山的山顶延伸，并且其与厄利斯的边界从此处延伸到厄律曼托斯河和迪阿贡河的河谷。除了特基亚和迈加洛波利斯周围的平原以及阿尔菲欧斯河和拉敦河谷外，阿卡狄亚的大部分地区都是山地。
由于其偏远多山的特点，阿卡狄亚似乎是文明的避难所。在希腊黑暗时代，多利克希腊语方言被引入伯罗奔尼撒半岛时，古老的语言在阿卡狄亚显然被保存下来，并成为阿卡多-塞浦路斯希腊语群的一部分。希罗多德说阿卡狄亚的居民是Pelasgians ，这是希腊所谓的“土著”的希腊称呼，他们在“希腊的”部落到来之前就居住在那里。 虽然希罗多德认为 Pelasgians不是“希腊人”的想法很牵强，但很明显，阿卡狄亚人被认为是该地区的原住民。 
阿卡狄亚《伊利亚特》“船舶目录”中描述的地区之一。 阿伽门农本人将为特洛伊战争准备的船只交给了阿卡狄亚，因为阿卡狄亚没有海军。
现代希腊有一个同名区域单位，但该区的范围比古代区域更广。

### 阿尔戈利斯
古阿尔戈利斯，有时也被称为“阿尔戈利德”。其名字取自阿尔戈斯城，该城邦占据了伯罗奔尼撒东部，主要是阿尔戈利德半岛，以及阿卡狄亚东部和拉科尼亚北部的沿海地区。在北部，它与科林斯的领土边界更加多变，这些领土有时被算在一起。例如，保萨尼亚斯在他的《希腊描述（Description of Greece）》一书中将阿尔戈利斯和科林西亚一起记述； 同样，在现代希腊， 阿尔戈利斯和科林西亚州 在不同时期都存在过。
阿尔戈利斯在《伊利亚特》的“船只目录”中被记录过，没有给出明确的名称，但该地区的主要城邦都被列在狄俄墨得斯的领导下。 希腊有一个同名的现代区域单位阿尔戈利斯州，占地面积比古代区域要小。

### 科林西亚
古科林斯城邦的领土位于科林斯地峡的两侧。地峡北侧的界山耶拉尼亚山 将其与墨伽利斯分隔开来。在地峡的伯罗奔尼撒半岛一侧，科林西亚西部与亚该亚为界，南部与阿尔戈利斯为界。如前文所述，阿尔戈利斯和科林西亚之间的边界是多变的，在古代和现代，这些地区都被经常被放在一起讨论。
《伊利亚特》的“船只目录”中提到了科林西亚，但没有给出明确的名称，该地区的主要城市都列在阿伽门农的领导下。 现代希腊有一个同名的现代区域单位，科林西亚州。

### 厄利斯
厄利斯位于伯罗奔尼撒西部最平坦的部分。在东北部，它与亚该亚的边界沿拉里索斯河直到埃律曼索斯山的西部支脉；东与阿卡狄亚的边界沿着埃律曼索斯山和迪阿贡河直到伊莱姆山。它与美塞尼亚的边界从伊莱姆山沿内达河直到其出海口。
《伊利亚特》的“船舶目录”中提到了厄利斯，但没有给出明确的名称（厄利斯仅用于城邦名），但该地区的主要城邦被列出。 现代希腊有同名的区域单位伊利亚州。

### 拉科尼亚
拉科尼亚（又称拉科代蒙, Lakedaimōn )，位于伯罗奔尼撒东南部。它的边界主要由帕农山和塔伊耶托斯山脉构成。其西部与美塞尼亚为邻，从阿比亚城的南部沿科斯卡拉卡河一直延伸到塔伊耶托斯山脉，然后沿着塔伊耶托斯山脊一路向北。它与阿卡狄亚的北部边界在塔伊耶托斯山和帕农山的山麓之间，因此拉科尼亚占据了埃夫罗塔斯河的所有源头。帕农山的东北部是沿海的辛纳里亚 ，这里原本是阿尔戈斯的一部分，但在古典时期已成为拉科尼亚的一部分。 塔伊耶托斯山和帕农山脉之间的土地即为拉科尼亚的中心。 帕农山以东和辛纳里亚以南的沿海地区也是拉科尼亚的一部分。拉科代蒙是《伊利亚特》“船舶目录”中描述的地区之一。 在古风和古典时期，拉科尼亚人是德尔斐近邻同盟的成员，和来自多里斯的多利安人共享两张票的投票权。希腊有一个同名的的现代区域单位拉科尼亚。在古典时期，拉科尼亚由斯巴达城统治。该地区还有其他定居点，大多数居民不是真正的斯巴达公民（ 平等者公社 ），而是拉卡代蒙人或珀里俄基人 （“边民”）。然而，所有这些公民和城镇都是斯巴达城邦的一部分。只有在反纳比斯战争之后，斯巴达政权瓦解，拉科尼亚的其余部分才摆脱了斯巴达的统治。然而，拉科尼亚反而落入亚该亚联盟的统治之下，直到公元前 146 年整个伯罗奔尼撒半岛被罗马人征服。

### 美塞尼亚
美塞尼亚位于伯罗奔尼撒半岛的西南部。在北面，它与内达河沿岸的厄利斯接壤，与阿卡狄亚的边界从内达河一端直到伊莱姆山和诺米亚山。它与阿卡狄亚的北部边界是塔伊耶托斯山，但阿尔菲欧斯河的所有源头都位于 阿卡狄亚一侧。它与拉科尼亚的东部边界着塔伊耶托斯山一直延伸到科斯卡拉卡河，然后沿着这条河直到阿比亚城附近的出海口。
希腊有一个同名现代区域单位麦西尼亚州。

## 色萨利亚

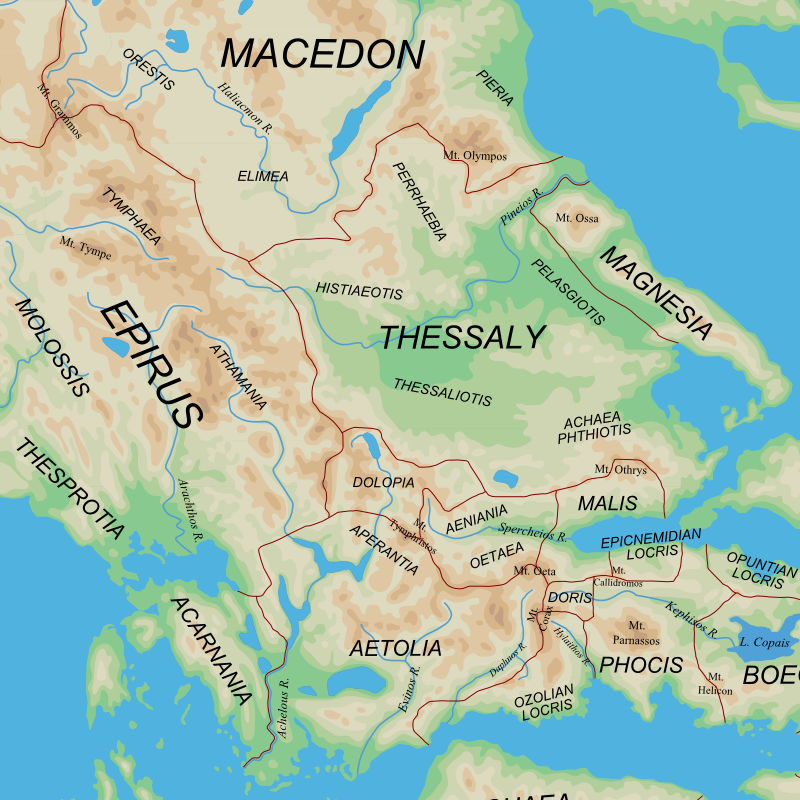
古代希腊的中西部、北部和西部。

色萨利或色萨利亚是古希腊的古老地区之一。在迈锡尼时期，色萨利被称为伊奥利亚，这个名字被希腊的主要部落之一沿用下来， 即为伊奥利亚人 ，他们的希腊方言被称为伊欧里斯希腊语 。

### 阿切亚弗休提斯
阿切亚弗休提斯是德尔斐近邻同盟的成员，在 近邻会议中有两票投票权。

### 马格聂西亚
马格聂西亚是德尔斐近邻同盟的成员，在近邻会议中有两票投票权。

### 佩尔海比亚
佩爾海比亞是古色萨利最北端的地区，佩尔海比部落居住于此。主要城市有： 派西翁 、 多利克 、阿佐鲁斯、 欧罗松和首都法拉纳。公元前4至1世纪，佩尔海比亚是马其顿的一部分。

## 伊庇鲁斯

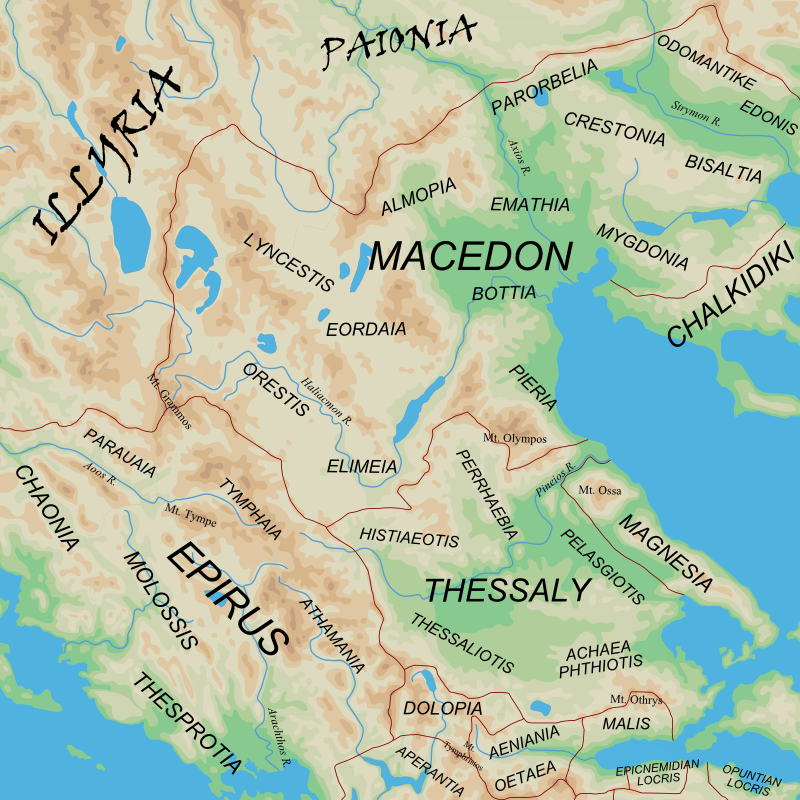
古代伊庇鲁斯和马其顿地区的地图

### 乔尼亚
乔尼亚（Chaonia）或称乔翁（Chaon）（希腊Χαονία或Χάων）是西北伊庇鲁斯的一部分，是希腊人部落乔尼安人的家园。 其主要城市被称为菲尼斯城。根据维吉尔的说法， 乔翁是乔尼安人的名祖。 

### 莫洛西斯
莫洛西亚（希臘語： Μολοσσοί) 是一个古希腊部落国家，自迈锡尼时代以来就居住在伊庇鲁斯地区。  其东北边境毗邻乔尼亚人 ，南部边境毗邻塞斯普罗蒂亚王国；他们的北方是伊利里亚人。

### 帕鲁埃
帕鲁埃 （希臘語：  Παραυαία) 是伊庇鲁斯的一个古希腊地区。 

## 马其顿

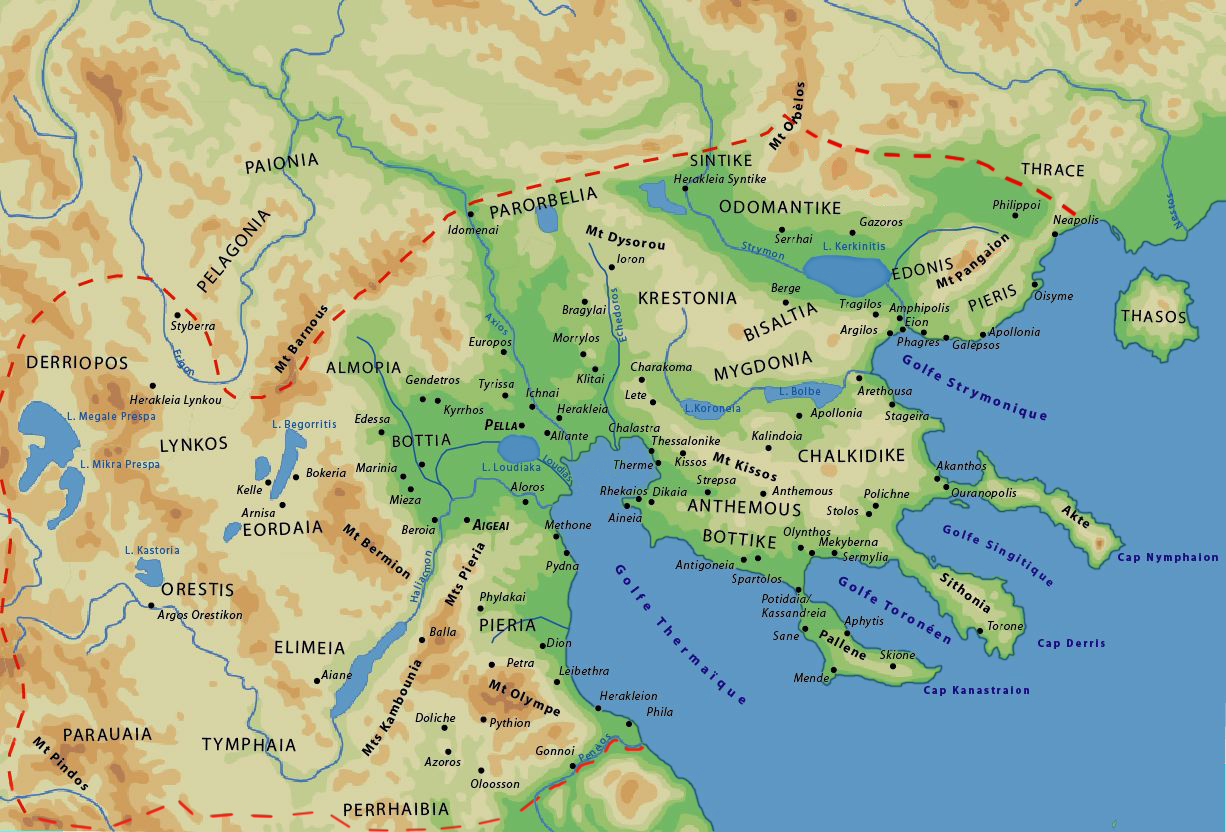
古代马其顿地区

马其顿（羅馬化：Makedonía）是一个古希腊王国和古希腊地区，以希腊半岛东北部为中心，西与伊庇鲁斯接壤，北与培奥尼亚接壤，东与色雷斯接壤，南与色萨利接壤。早期的地理学家将斯特里蒙河视为马其顿与色雷斯的东部边界。然而，随着马其顿王国的扩大，和对色雷斯部落的向东驱逐，奈斯托斯河被视为两地区的东部边界，辛提斯、奥多曼提斯和厄多尼斯被包含进马其顿地区。

### 厄多尼斯
传统上是色雷斯的一部分，但在被马其顿王国吞并后，它被视为马其顿地区的一部分。

## 希腊的殖民地

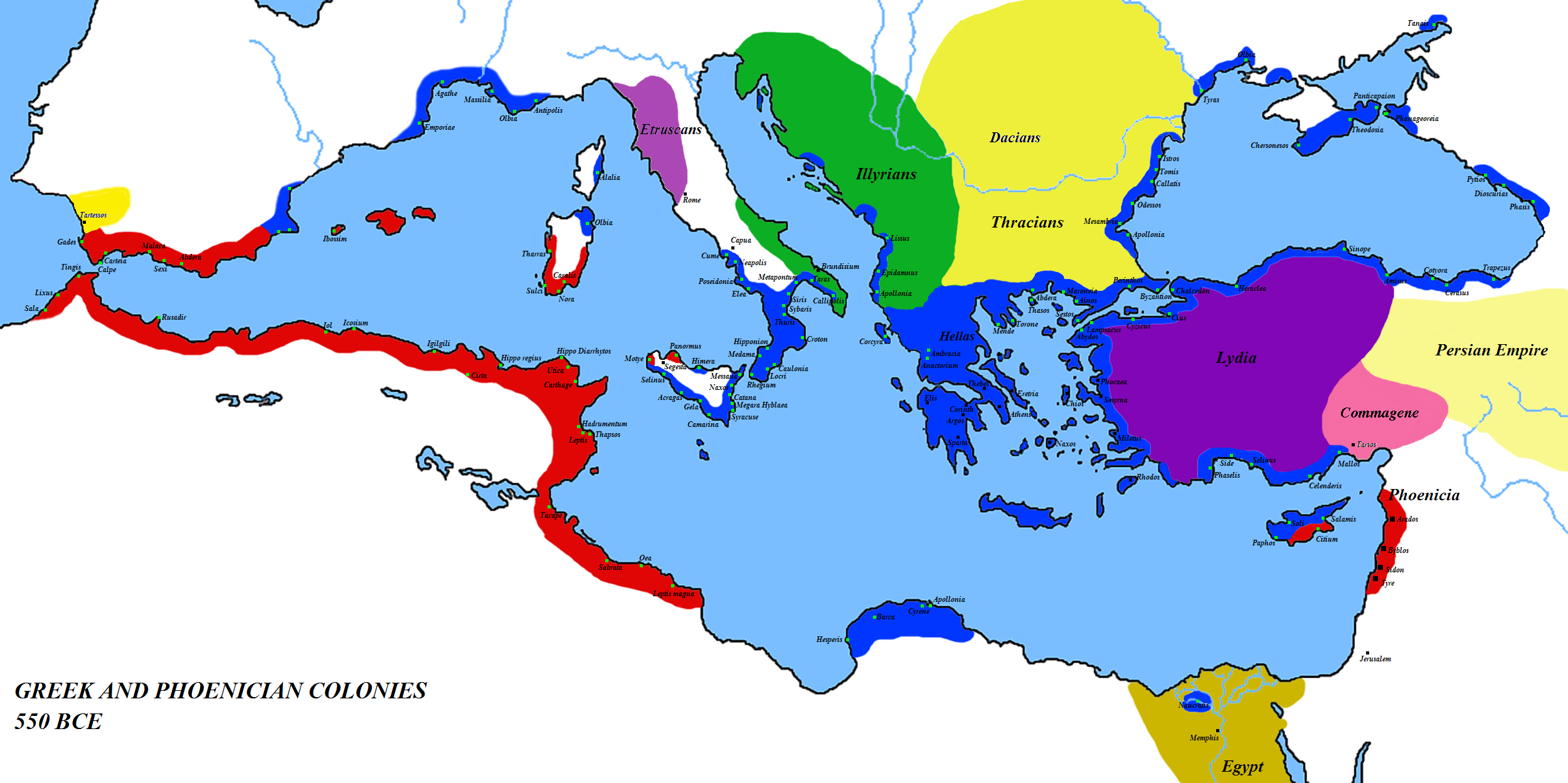
约公元前550年的希腊殖民地（蓝色）

黑海古希腊殖民地，公元前 8 至 3 世纪

大希腊地区（Magna Graecia）(Μεγάλη Ἑλλάς – Megálē Hellas) 古典时代（罗马征服之前）的古代殖民地和方言分布。

### 奥多曼提斯
传统上是色雷斯的一部分，但在被马其顿王国吞并后，它被视为马其顿地区的一部分。

### 辛提斯（Sintice）
传统上是色雷斯的一部分，但在被马其顿王国吞并后，它被视为马其顿地区的一部分。